# غاري (إنديانا)
غاري : وهي مدينة تقع في مقاطعة ليك في ولاية إنديانا في الولايات المتحدة تبعد هذه المدينة حوالي 25 ميل جنوب مدينة شيكاغو يبلغ عدد سكانها 80,294 حسب إحصاء سنة 2010 وتعتبر تاسع أكبر مدينة في ولاية إنديانا في هذه المدينة نشأت فرقة الجاكسون 5، سميت هذه المدينة بهذا الاسم نسبة لمؤسسها المحامي إلبرت هنري جاري.

## التركيبة السكانية
حدّد مكتب تعداد الولايات المتحدة بيانات التركيبة السكانية لغاري في تعداد الولايات المتحدة. في ما يلي، التركيبة السكانية حسب تعدادي 2000 و 2010.

### تعداد عام 2000
بلغ عدد سكان غاري 102,746 نسمة بحسب تعداد عام 2000، وبلغ عدد الأسر 38,244 أسرة وعدد العائلات 25,618 عائلة مقيمة في المدينة. في حين سجلت الكثافة السكانية 693.4 نسمة لكل كيلومتر مربع (1,795.9/ميل2). وبلغ عدد الوحدات السكنية 43,630 وحدة بمتوسط كثافة قدره 294.4 لكل كيلومتر مربع (762.5/ميل2).
وتوزع التركيب العرقي للمدينة بنسبة 11.92% من البيض و 84.03% من الأمريكيين الأفارقة و0.21% من الأمريكيين الأصليين و 0.14% من الأمريكيين ذوي الأصول الآسيوية و 0.02% من سكان جزر المحيط الهادئ و 1.97% من الأعراق الأخرى و 1.71% من عرقين مختلطين أو أكثر و 4.93% من الهسبانيون أو اللاتينيون من أي عرق.
بلغ عدد الأسر 38,244 أسرة كانت نسبة 39.4% منها لديها أطفال تحت سن الثامنة عشر تعيش معهم، وبلغت نسبة الأزواج القاطنين مع بعضهم البعض 30.2% من أصل المجموع الكلي للأسر، ونسبة 30.9% من الأسر كان لديها معيلات من الإناث دون وجود شريك، بينما كانت نسبة 5.8% من الأسر لديها معيلون من الذكور دون وجود شريكة وكانت نسبة 33% من غير العائلات. تألفت نسبة 28.9% من أصل جميع الأسر من عدة أفراد يعيشون في نفس المنزل ونسبة 9.4% كانت تتألف من شخص يعيش بمفرده يبلغ من العمر 65 عاماً أو أكثر. وبلغ متوسط حجم الأسرة المعيشية 2.66، أما متوسط حجم العائلات فبلغ 3.28.
بلغ العمر الوسطي للسكان 33.6 عاماً. وكانت نسبة 29.8% من القاطنين تحت سن الثامنة عشر، وكانت نسبة 10% بين الثامنة عشر والرابعة والعشرين عاماً، ونسبة 24.9% كانت واقعةً في الفئة العمرية ما بين الخامسة والعشرين والرابعة والأربعين عاماً، ونسبة 22.1% كانت ما بين الخامسة والأربعين والرابعة والستين، ونسبة 12.4% كانت ضمن فئة الخامسة والستين عاماً فما فوق. يوجد لكل 100 أنثى 84.8 ذكر، ويوجد لكل 100 أنثى في الثامنة عشر من عمرها فما فوق 78.2 ذكر.
بلغ متوسط دخل الأسرة في المدينة 27,195 دولارًا، أما متوسط دخل العائلة فبلغ 32,205 دولارًا. وكان متوسط دخل الذكور 34,992 دولارًا مقابل 24,432 دولارًا للإناث. وسجل دخل الفرد الخاص بالمدينة 14,383 دولارًا. وكانت نسبة 22.2% من العائلات ونسبة 25.8% من السكان تحت خط الفقر، وكان من هؤلاء نسبة 38.2% تحت سن الثامنة عشر ونسبة 14.1% في الخامسة والستين من العمر وما فوق.

### تعداد عام 2010
بلغ عدد سكان غاري 80,294 نسمة بحسب تعداد عام 2010، وبلغ عدد الأسر 31,380 أسرة وعدد العائلات 19,691 عائلة مقيمة في المدينة. في حين سجلت الكثافة السكانية 541.9 نسمة لكل كيلومتر مربع (1,403.5/ميل2). وبلغ عدد الوحدات السكنية 39,531 وحدة بمتوسط كثافة قدره 266.8 لكل كيلومتر مربع (691.0/ميل2).
وتوزع التركيب العرقي للمدينة بنسبة 10.73% من البيض و 84.82% من الأمريكيين الأفارقة و 0.30% من الأمريكيين الأصليين و 0.20% من الأمريكيين ذوي الأصول الآسيوية و 0.01% من سكان جزر المحيط الهادئ و 1.83% من الأعراق الأخرى و 2.10% من عرقين مختلطين أو أكثر و 5.14% من الهسبانيون أو اللاتينيون من أي عرق.
بلغ عدد الأسر 31,380 أسرة كانت نسبة 33.5% منها لديها أطفال تحت سن الثامنة عشر تعيش معهم، وبلغت نسبة الأزواج القاطنين مع بعضهم البعض 25.2% من أصل المجموع الكلي للأسر، ونسبة 30.9% من الأسر كان لديها معيلات من الإناث دون وجود شريك، بينما كانت نسبة 6.7% من الأسر لديها معيلون من الذكور دون وجود شريكة وكانت نسبة 37.2% من غير العائلات. تألفت نسبة 32.8% من أصل جميع الأسر من عدة أفراد يعيشون في نفس المنزل ونسبة 11.9% كانت تتألف من شخص يعيش بمفرده يبلغ من العمر 65 عاماً أو أكثر. وبلغ متوسط حجم الأسرة المعيشية 2.54، أما متوسط حجم العائلات فبلغ 3.23.
بلغ العمر الوسطي للسكان 36.7 عاماً. وكانت نسبة 28.1% من القاطنين تحت سن الثامنة عشر، وكانت نسبة 8.7% بين الثامنة عشر والرابعة والعشرين عاماً، ونسبة 21.8% كانت واقعةً في الفئة العمرية ما بين الخامسة والعشرين والرابعة والأربعين عاماً، ونسبة 27% كانت ما بين الخامسة والأربعين والرابعة والستين، ونسبة 14.5% كانت ضمن فئة الخامسة والستين عاماً فما فوق. وتوزع التركيب الجنسي للسكان بنسبة 46% ذكور و 54% إناث.

## المناخ
يظهر الجدول التالي التغييرات المناخية على مدار السنة لغاري:
| البيانات المناخية لـغاري            | البيانات المناخية لـغاري | البيانات المناخية لـغاري | البيانات المناخية لـغاري | البيانات المناخية لـغاري | البيانات المناخية لـغاري | البيانات المناخية لـغاري | البيانات المناخية لـغاري | البيانات المناخية لـغاري | البيانات المناخية لـغاري | البيانات المناخية لـغاري | البيانات المناخية لـغاري | البيانات المناخية لـغاري | البيانات المناخية لـغاري |
| الشهر                               | يناير                    | فبراير                   | مارس                     | أبريل                    | مايو                     | يونيو                    | يوليو                    | أغسطس                    | سبتمبر                   | أكتوبر                   | نوفمبر                   | ديسمبر                   | المعدل السنوي            |
| ----------------------------------- | ------------------------ | ------------------------ | ------------------------ | ------------------------ | ------------------------ | ------------------------ | ------------------------ | ------------------------ | ------------------------ | ------------------------ | ------------------------ | ------------------------ | ------------------------ |
| الدرجة القصوى °ف (°م)               | 70 (21)                  | 70 (21)                  | 81 (27)                  | 92 (33)                  | 100 (38)                 | 106 (41)                 | 104 (40)                 | 102 (39)                 | 103 (39)                 | 92 (33)                  | 84 (29)                  | 67 (19)                  | 106 (41)                 |
| متوسط درجة الحرارة الكبرى °ف (°م)   | 31.5 (−0.3)              | 35.2 (1.8)               | 44.7 (7.1)               | 58.4 (14.7)              | 69.1 (20.6)              | 79.6 (26.4)              | 83.8 (28.8)              | 82.5 (28.1)              | 75.5 (24.2)              | 64.6 (18.1)              | 48.5 (9.2)               | 35.8 (2.1)               | 59.1 (15.1)              |
| متوسط درجة الحرارة الصغرى °ف (°م)   | 16.5 (−8.6)              | 19.9 (−6.7)              | 29.0 (−1.7)              | 40.0 (4.4)               | 49.7 (9.8)               | 59.9 (15.5)              | 64.9 (18.3)              | 63.9 (17.7)              | 56.0 (13.3)              | 45.7 (7.6)               | 33.2 (0.7)               | 21.9 (−5.6)              | 41.7 (5.4)               |
| أدنى درجة حرارة °ف (°م)             | −22 (−30)                | −10 (−23)                | −6 (−21)                 | 17 (−8)                  | 25 (−4)                  | 36 (2)                   | 46 (8)                   | 43 (6)                   | 33 (1)                   | 20 (−7)                  | −1 (−18)                 | −17 (−27)                | −22 (−30)                |
| الهطول إنش (مم)                     | 1.8 (46)                 | 1.7 (43)                 | 3.3 (84)                 | 3.7 (94)                 | 3.8 (97)                 | 4.5 (110)                | 3.5 (89)                 | 3.4 (86)                 | 3.9 (99)                 | 2.6 (66)                 | 2.5 (64)                 | 3.0 (76)                 | 37.8 (960)               |
| متوسط تساقط الثلوج إنش (سم)         | 7.8 (20)                 | 5.4 (14)                 | 3.0 (7.6)                | 0.7 (1.8)                | 0 (0)                    | 0 (0)                    | 0 (0)                    | 0 (0)                    | 0 (0)                    | 0.2 (0.51)               | 1.7 (4.3)                | 5.9 (15)                 | 24.7 (63)                |
| متوسط أيام هطول الأمطار (≥ 0.01 in) | 9                        | 9                        | 11                       | 12                       | 12                       | 10                       | 9                        | 8                        | 9                        | 8                        | 10                       | 9                        | 116                      |
| المصدر #1: Weatherbase              |                          |                          |                          |                          |                          |                          |                          |                          |                          |                          |                          |                          |                          |
| المصدر #2:                          |                          |                          |                          |                          |                          |                          |                          |                          |                          |                          |                          |                          |                          |

## توأمة
لغاري (إنديانا) اتفاقيات توأمة مع:
- فوشين

## أعلام
- ستيفن جاكسون
- جاكي جاكسون
- بول سامويلسون
- تيتو جاكسون
- بيغ دادي كينسي
- فرانك بورمان
- ألكسندر وود
- جو غيتس
- تشارلز أدكنز
- دان بليك